# Orange Park, Florida
Orange Park är en stad (town) i Clay County, i delstaten Florida, USA. Enligt United States Census Bureau har staden en folkmängd på 8 476 invånare (2011) och en landarea på 9,4 km².